# شرق و غرب (ادبیات عرفانی کهن)
| در آن بحرید کاین عالم کف او است |  | زمانی بیش دارید آشنایی  |
| کف دریاست صورتهای عالم          |  | ز کف بگذر اگر اهل صفایی |
| برآ ای شمس تبریزی ز مشرق        |  | که اصل اصل اصل هر ضیایی |

در عرفان اسلامی، ادبیات عرفانی کهن، و حکمت اشراق جسم یا بدن را مغرب می‌شمارند، چرا که، صفات کمال در درون آن پنهان است. در مقابل، عالم جان و روح مثل مشرق است، زیرا، درست همان‌طور که خورشید ظاهر و مادی از خاور عالم طلوع می‌کند، تمامی صفات کمال نظیر علم و حیات و عشق و ارادت همه از مشرق جان پدیدار می‌شود. (مفاتیح‌الاعجاز فی شرح گلشن راز، صفحه ۳۸۸)
شبستری گوید:
| میان جسم و جان بنگر چه فرق است |  | که این را غرب گیری و آن چو شرق است |